# KEIRINグランプリ2016
KEIRINグランプリ2016（ケイリングランプリにせんじゅうろく）は、2016年12月30日に立川競輪場で行われた、KEIRINグランプリの32回目の開催。
正式タイトルは、平成28年熊本地震被災地支援競輪 KEIRINグランプリ2016。優勝賞金は1億160万円（副賞込み）。

## 出場選手
- 2016年11月27日に行われた第58回朝日新聞社杯競輪祭決勝戦終了後、出場選手が決定された[3]。
- 取得賞金順位は当年11月27日時点による。
- 車番については当年12月19日にJKAから発表された。
- 当年12月21日には京王プラザホテルで、KEIRINグランプリ2016共同記者会見・前夜祭が行われた。
- KEIRINグランプリ初出場は、渡邉一成と中川誠一郎の2名。

| 車番   | 選手名     | 登録地 | 出場要件事項                                                    |
| ------ | ---------- | ------ | --------------------------------------------------------------- |
| 1      | 平原康多   | 埼玉   | 第58回朝日新聞社杯競輪祭（小倉競輪場） 優勝                     |
| 2      | 中川誠一郎 | 熊本   | 第70回日本選手権競輪（静岡競輪場） 優勝                         |
| 3      | 村上義弘   | 京都   | 第69回日本選手権競輪（名古屋競輪場） 優勝                       |
| 4      | 渡邉一成   | 福島   | 第31回読売新聞社杯全日本選抜競輪（久留米競輪場） 優勝           |
| 5      | 岩津裕介   | 岡山   | 第59回オールスター競輪（松戸競輪場） 優勝                       |
| 6      | 武田豊樹   | 茨城   | 取得賞金額 第8位                                                |
| 7      | 稲垣裕之   | 京都   | 第25回寬仁親王牌・世界選手権記念トーナメント（前橋競輪場） 優勝 |
| 8      | 浅井康太   | 三重   | 取得賞金額 第7位                                                |
| 9      | 新田祐大   | 福島   | 第67回高松宮記念杯競輪（名古屋競輪場） 優勝                     |
| 誘導員 | 柴田洋輔   | 東京   | [ 4 ]                                                           |

## 成績

### 競走成績
- 12月30日（金）[5][6]

| 着 | 車番 | 選手       | 登録地 | 着差    | 決まり手 | 上り （秒） | H/B | 特記                        |
| -- | ---- | ---------- | ------ | ------- | -------- | ----------- | --- | --------------------------- |
| 1  | 3    | 村上義弘   | 京都   |         | 捲くり   | 11.6        |     |                             |
| 2  | 6    | 武田豊樹   | 茨城   | 1⁄4車輪 | 差し     | 11.5        |     |                             |
| 3  | 8    | 浅井康太   | 三重   | 1⁄2車身 |          | 11.5        |     |                             |
| 4  | 4    | 渡邉一成   | 福島   | 1⁄2車輪 |          | 11.3        |     |                             |
| 5  | 5    | 岩津裕介   | 岡山   | 1⁄4車輪 |          | 11.6        |     |                             |
| 6  | 1    | 平原康多   | 埼玉   | 1⁄8車輪 |          | 11.7        |     |                             |
| 7  | 2    | 中川誠一郎 | 熊本   | 1車身   |          | 11.3        |     |                             |
| 8  | 7    | 稲垣裕之   | 京都   | 大差    |          | 13.4        | HB  |                             |
| 失 | 9    | 新田祐大   | 福島   |         |          |             |     | 7着失格（先頭員早期追抜き） |

### 配当金額
| 枠番二連勝 | 複式   | 3=5   | 1,670円  |
| 枠番二連勝 | 単式   | 3-5   | 3,410円  |
| 車番二連勝 | 複式   | 3=6   | 2,510円  |
| 車番二連勝 | 単式   | 3-6   | 5,670円  |
| 三連勝     | 複式   | 3=6=8 | 6,070円  |
| 三連勝     | 単式   | 3-6-8 | 41,560円 |
| ワイド     | ワイド | 3=6   | 760円    |
| ワイド     | ワイド | 3=8   | 940円    |
| ワイド     | ワイド | 6=8   | 850円    |

### レース概要
最終2角に入ったところで平原がアタックし、村上も番手まくりで応戦。両者の壮絶なモガき合いの末、村上が直線半ばで平原を振り切って抜け出してギリギリこらえ、4年ぶり2度目のグランプリ制覇。平原後位から猛然と詰め寄った武田は惜しくも2着。連覇を狙った浅井も直線で外に持ち出して伸びてくるが3着が精一杯。なお、7位入線の新田は誘導員を青板バック（残り2周半）の前で外したとみなされ、早期の誘導員追抜きにより失格となった。

## エピソード
- 地上波中継は「KEIRINグランプリ2016 坂上忍の勝たせてあげたいTV」《日本テレビ系列全国ネット》[9][10][11]。解説は加藤慎平、実況は橋本悠督が担当。また、初日に行われたオッズパーク杯ガールズグランプリ2016[注 1]も、東京メトロポリタンテレビジョン（TOKYO MX）が「菊地亜美の女子力向上委員会～ガールズグランプリ2016生放送スペシャルin立川～」として東京ローカルで中継している（レース映像は、CS中継を制作した日本写真判定のものを使用）。

- 当日の立川競輪場の入場者は15,370人で、これは第1回から通算してワースト2位[注 2]の記録（ワーストは2014年の第30回だが、これは開催場が南関東ではない岸和田競輪場であったため）。

- GP単体の売上高は、48億6384万4300円[12]。これは2010年の第26回を下回り、平成（1990年の第6回※1989年の第5回は開催中止）以降ではワーストの売上高であった。

- シリーズ全体の目標額は125億円だったが、シリーズ3日間の総売上は112億7002万0000円[13]となった。

### 競走データ
- 結果は1/4車輪差だったが、レース直後は中継カメラで、村上と武田の両者が交互にクローズアップされた。

- 新田祐大はGPでは、KEIRINグランプリ2011の長塚智広以来の失格。

- 優勝した村上義弘にとっては、最後の特別競輪制覇となった。